# Afrah Nasser
Afrah Nasser (...) è una giornalista yemenita, che dal 2011 vive in esilio in Svezia.
Le sue inchieste sulle vicende politiche dello Yemen sono state pubblicate in testate internazionali come Huffington Post, CNN, Al Jazeera English e The National. Nel 2015 l'Arabian Business ha classificato Nasser al quindicesimo posto della classifica delle donne arabe più influenti al di sotto dei 40 anni. Nel 2014  Nasser ha vinto il Dawit Isaak Prize e nel 2016  il Pennskaft Award. Inoltre nel 2017 ha vinto l'International Press Freedom Award del Comitato per la protezione dei giornalisti.
Afrah Nasser è una ricercatrice di Human Rights Watch della Divisione Medio Oriente e Nord Africa che indaga sulle violazioni del diritto umanitario e dei diritti umani nello Yemen.